# Xã Oslo, Quận Brookings, South Dakota
Xã Oslo (tiếng Anh: Oslo Township) là một xã thuộc quận Brookings, tiểu bang Nam Dakota, Hoa Kỳ. Năm 2010, dân số của xã này là 202 người.